# Unleashed in the East
Unleashed in the East је први албум уживо хеви метал бенда Џудас прист, снимљен у Токиу током турнеје Hell Bent for Leather Tour.